# Баргузинский уезд

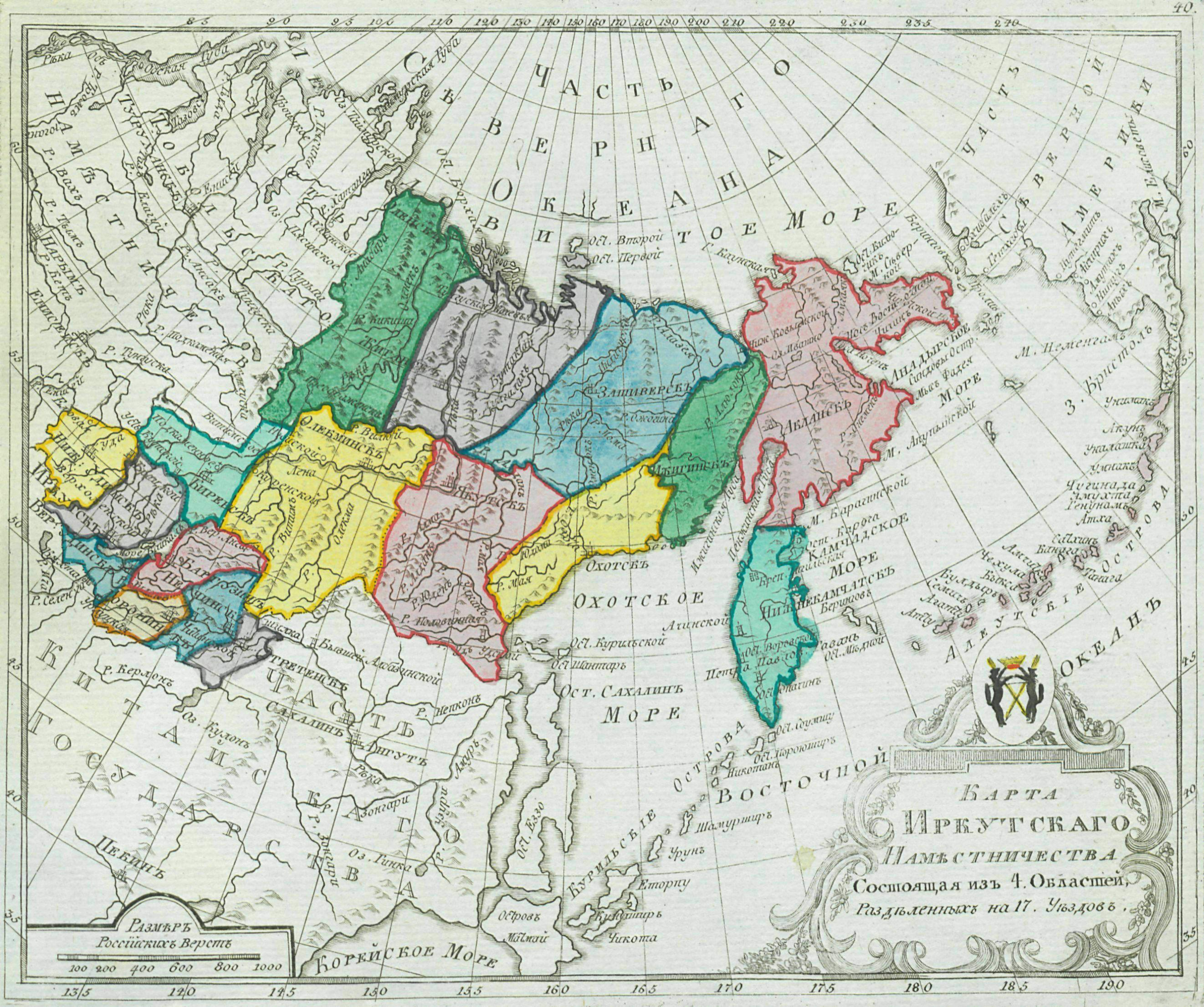
Баргузинский уезд Нерчинской области Иркутского наместничества, 1792 год

Баргузи́нский уе́зд (Баргузинский округ) — административно-территориальная единица в составе Иркутской губернии, Забайкальской области, Прибайкальской области, Прибайкальской губернии и Бурят-Монгольской АССР. Административный центр — город Баргузин.

## История
6 марта 1783 года на основании Именного Указа о создании Иркутского наместничества, 11 февраля 1784 года была образована Нерчинская область, а в ней — Баргузинский уезд.
В 1870 году из Верхнеудинского округа Забайкальской области выделен Баргузинский округ.
В 1901 году Баргузинский округ переименован в Баргузинский уезд.
В 1920 году Баргузинский уезд отнесён к Прибайкальской области провозглашённой 6 апреля 1920 года Дальневосточной республики (ДВР).
В 1922 году, с ликвидацией ДВР, Баргузинский уезд вошёл в состав Прибайкальской губернии.
30 мая 1923 года Баргузинский уезд был передан в Бурят-Монгольскую АССР и 23 декабря того же года был преобразован в Баргузинский аймак.

## Административное деление
В 1913 году уезд делился на 1 волость и 2 сельских общества:
Волость:
1. Читканская — с. Больше-Читканское,

Отдельное сельское общество:
1. Верхнеангарское — слобода Иркона,
2. Горячинское — с. Горячинское.

## В 1914 году в составе уезда упоминаются
Волость
1. Баргузинская инор

Инородная управа
1. Баунтовская

Отдельные сельские общества
1. Бодонское
2. Муйское
3. Низовское

Родовое управление
1. Верхнеангарское
2. Нижнеангарское-Киндигирское
3. Подлеморско-Шемагирское
4. Чильчигирское

## Демография
По данным переписи 1897 года в округе проживало 25,5 тыс. чел., в том числе
- буряты — 44,9 %;
- русские — 40,6 %;
- эвенки — 8,3 %;
- евреи — 4,7 %.

В уездном городе Баргузине проживало 1378 чел.